# Mudhoney
Mudhoney este o formație de grunge din Seattle, Washington, formată în anul 1988.

## Discografie
Albume
- Mudhoney (1989)
- Every Good Boy Deserves Fudge (1991)
- Piece of Cake (1992)
- My Brother the Cow (1995)
- Tomorrow Hit Today (1998)
- Since We've Become Translucent (2002)
- Under a Billion Suns (2006)
- The Lucky Ones (2008)
- Vanishing Point (2013)

## Filmografie
În 1996, cei de la Mudhoney au apărut în filmul Oaia neagră, cu David Spade și Chris Farley în rolurile principale.